# Savignano sul Rubicone
Savignano sul Rubicone (Savgnèn en dialecte romagnol) est une commune italienne de la province de Forlì-Cesena, dans la région Émilie-Romagne.

## Géographie physique
La ville se situe sur la route romaine n.9 Via Emilia entre Cesena au nord et Rimini au sud, à 6 km de l’embranchement autoroutier (A14) de Santarcangelo di Romagna.
Le centre du pays est à environ 13 km de la mer Adriatique à laquelle il est relié par sa fraction (hameau) de Savignano a mare, une des nombreuses stations balnéaires de la riviera romagnole avec ses 400 mètres de plage. Également situé à 32 mètres d’altitude à mi-chemin de la côte et des collines romagnoles, le territoire est majoritairement plat à l’exception des quartiers de Castelvecchio et de Ribano qui s’étendent sur les premières collines.
La cité est limitée au nord-est par les communes de San Mauro Pascoli et Gatteo (qui constituent Unione del Rubicone), au nord-ouest par la commune de Longiano et au sud-ouest par la commune de Santarcangelo di Romagna à 6 km.

## Origine du nom
Savignano sul Rubicone, qui s’appelait Savignano di Romagna, dérive pour la part Savignano du toponyme de la famille romaine Sabiniana, alors que la deuxième moitié sul Rubicone se doit à Benito Mussolini lequel, en 1933, pour arrêter les discussions, décréta arbitrairement que l'ex-Fiumicino serait le vrai Rubicon ().

## Histoire
Le premier centre habité de l’actuel Savignano s’appelait Compitum, établi au croisement avec la via Regina qui de Sarsina menait à Ravenne ; le long de la future via Emilia romaine construite en 187 av.J.C. sous le consul Aemilius Lepidus.
En 1150, apparaît pour la première fois un Castrum Savigani appartenant aux archevêques de Ravenne, puis concédé aux Malatesta de Rimini.
En 1359, début des opérations de bonification agraire et de défrichement des terres situées sous la col de Castelvecchio, sous la direction du cardinal Albornoz, chargé par le pape de rétablir son autorité en Italie centrale.
Durant le Moyen Âge, Savignano subit diverses attaques de la part des seigneuries voisines et fut prise, en 1500, par César Borgia, lequel améliora l’aspect défensif de la ceinture de murailles.
La cité passe ensuite de la république de Venise aux États pontificaux, pour tomber ensuite dans les mains du duc d'Urbino en 1521.
De 1558 à 1561, renforcement de la ceinture de murailles en fonction des nouvelles normes militaires de l’époque.
Savignano reste intégrée aux États pontificaux jusqu’à la Restauration et la proclamation du royaume d'Italie en 1861.
À la fin du XIXe siècle, l’avènement du chemin de fer plongea Savignano, positionné sur la voie stratégique de la via Emilia, dans une profonde crise économique. 
La Seconde Guerre mondiale causa de nombreux morts et d’importants dégâts (90 % des édifices, dont l’antique pont romain) du fait de sa position sur la ligne gothique pendant une vingtaine de jours.

## Monuments et lieux d’intérêt

### Architecture civile

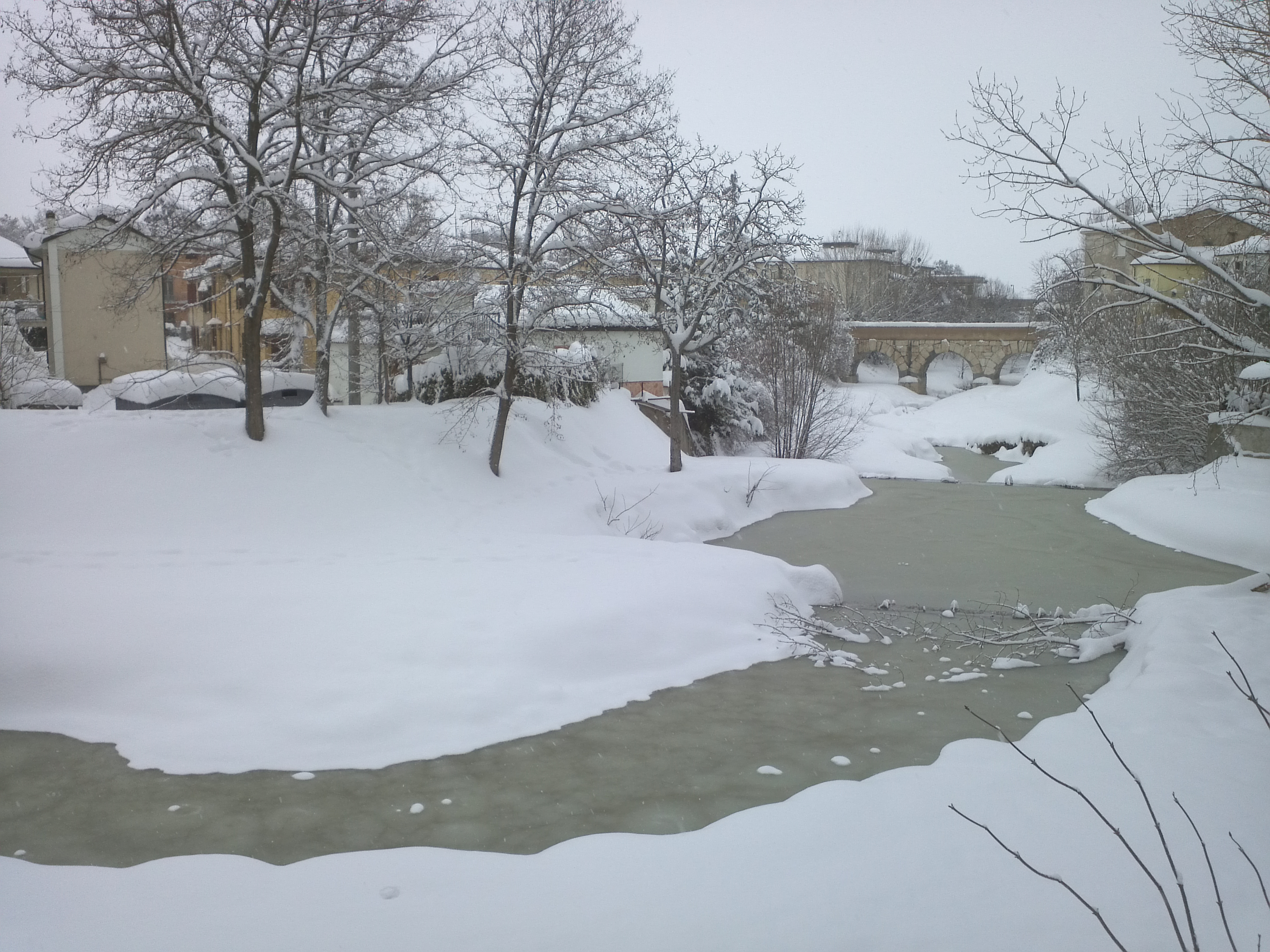
le Rubicon et le pont romain (février 2012).

- le pont romain : Construit en pierre d’Istrie, long de 24,20 mètres selon trois arches sur une hauteur maxi de 8,25 m et 6,50 m de large, ce pont d’origine romaine fut reconstruit (1963-1965).
- le Castello di Ribano : Au sud de Savignano, est une maison fortifiée du Moyen Âge ayant servi de dépendance au couvent de Ravenne et qui se termina en 1797 à la suite de l’invasion des armées napoléoniennes. Aujourd'hui, le château est une résidence dédiée à l’œnologie (culture de la vigne et production de vin.
- le Palazzo Comunale : Construit entre 1762 et 1774 sur la Piazza Nuova (aujourd’hui Piazza Borghesi) le palazzo était un centre civique et politique, rehaussé d’une tour carrée avec campanile et horloge. Il est mitoyen à d’autres édifices publics comme le Palazzo Pretoriale, le Magazzino dell'Abbondanza.
- la Pescheria Vecchia : ancienne poissonnerie construite en 1790, dédiée aujoiurd’hui aux activités culturelles.
- le Monte di Pietà : mont de piété institué en 1551 pour les œuvres sociales et caritatives.
- la Villa “La Rotonda” du marquis Guidi Di Bagno : construit en 1821 dans iun grand parc au col de Castelvecchio, entièrement restauré après les dégâts de la seconde guerre.

### Architecture religieuse
- la Chiesa del Suffragio : dédiée à San Salvatore, construite en 1644.
- la Chiesa di San Benedetto : construit à côté du monastère des moines de Camaldoli dont la présence remonte à 1206.
- la Chiesa di San Rocco : construite pour conjurer l’épidémie de peste en 1539.
- la Chiesa della Santissima Trinità : construite en 1562.
- la Chiesa Insigne Collegiata di Santa Lucia : construite en 1732 et 1749.
- la Pieve di San Giovanni in Compito : paroisse érigée au XIe siècle.
- la Chiesa di Santa Maria Delle Grazie : première citation en 1206, restaurée en 1580 et 1645.
- la Chiesa della Natività di Maria Santissima : première citation en 1232.
- la Chiesa del Cuore Immacolato di Maria et la Chiesa della Madonna della Pietà.

## Culture
- le théâtre Moderne présente annuellement la saison théâtrale.
- le Musée archéologique Compito, "Don Giorgio Franchini";
- l’académie Rubiconia accademia dei Filopatridi
- la bibliothèque communale, Corso Vendemini, 67
- la bibliothèque des enfants, près du mont de piété, Corso Vendemini
- la bibliothèque de la Rubiconia Accademia dei Filopatridi, Piazza Borghesi, 11
- la bibliothèque du musée del Compito, via San Giovanni, 7
- l’institution Libera Università del Rubicone
- l’école communale de musique

### Événements
- Savignano Immagini Festival, un des plus importants rendez-vous annuel pour le monde de la photographies.
- le Rock è Tratto, (le rock est tiré), rassemblement de groupes de rock en Piazza Borghesi ;
- Fiera di Santa Lucia, foire du 13 décembre (centre historique) ;
- Luci sulla città (lumières sur la cité), programme de manifestations estives ;
- le Savignano Wine Festival (centre historique) ;
- Festa di Santa Croce, le 29 avril (centre historique, quartier San Rocco) ;
- Festa di Santa Eurosia à Castelvecchio ;
- Sagra dello squacquerone, quartier Valle Ferrovia ;
- Festa della Ligaza, quartier San Giovanni in Compito ;
- Quartiere in porchetta, quartier Cesare ;
- Sagra della Rana in Brodetto (fête à la grenouille), quartier Capanni ;
- Festa de Campèt, quartier Bastia ;
- Mostra Scambio di antiquariato e collezionismo, foire aux antiquaires chaque premier dimanche du mois ;
- la Notte Rosa à Savignano a Mare ;
- Castelvecchio in Rock, soirée avec les meilleurs orchestres de la zone ;
- Una Musica Può Fare, soirée musicale ;
- Festa del Solstizio d'Estate, fête du solstice d’été au centre historique.

### Marchés
- Marché le mardi matin de chaque semaine ;
- Foire aux antiquités et collections, le premier dimanche du mois ;
- Marché des produits locaux, le samedi après-midi.

## Administration
| Période                                  | Période | Identité         | Étiquette     | Qualité |
| ---------------------------------------- | ------- | ---------------- | ------------- | ------- |
|                                          |         | Elena Battistini | Centre gauche |         |
| Les données manquantes sont à compléter. |         |                  |               |         |

### Hameaux
Capanni, Fiumicino, Savignano a Mare

### Communes limitrophes
Gatteo, Longiano, San Mauro Pascoli, Santarcangelo di Romagna

## Population

### Évolution de la population en janvier de chaque année
| 1861  | 1901  | 1921  | 1951  | 1961  | 1971   | 1981   | 1991   | 2001   |
| ----- | ----- | ----- | ----- | ----- | ------ | ------ | ------ | ------ |
| 4 602 | 4 914 | 5 452 | 6 292 | 8 009 | 10 616 | 12 283 | 12 871 | 14 786 |

| 2011   | - | - | - | - | - | - | - | - |
| ------ | - | - | - | - | - | - | - | - |
| 17 653 | - | - | - | - | - | - | - | - |

### Ethnies et minorités étrangères
Selon les données de l’Institut national de statistique (ISTAT) au 1er janvier 2011 la population étrangère résidente était de 2 589 personnes.
Les nationalités majoritairement représentatives étaient :
| Pos. | Pays               | Population |
| ---- | ------------------ | ---------- |
| 1    | Albanie            | 721        |
| 2    | Maroc              | 584        |
| 3    | Chine              | 417        |
| 4    | Sénégal            | 197        |
| 5    | Roumanie           | 135        |
| 6    | Ukraine            | 103        |
| 7    | Bosnie-Herzégovine | 57         |
| 8    | Pologne            | 51         |
| 9    | Moldavie           | 39         |
| 10   | Bulgarie           | 26         |

### Personnalites liées à Savignano sul Rubicone
- Giovanni Cristofano Amaduzzi, abbé et philosophe ;
- Girolamo Amati (philosophe) (1768-1834), philosophe et écrivain ;
- Bartolomeo Borghesi, numismate et épigraphiste ;
- Mario Buda, anarchiste
- Secondo Casadei, violoniste et compositeur ;
- Carlo Brighi, dit Zaclèn, musicien compositeur
- Lorenzo De Antiquis (1909-1999), chanteur ;
- Carlo Teodorani, footballeur ;
- Luca Marconi, pilote motocycliste ;
- Ilario Fioravanti, écrivain, peintre, architecte, graphiste, céramiste.

## Infrastructures et transports

### Route et autoroute
Savignano sul Rubicone est traversé par l’autoroute italienne A14, accessible par la station de Rimini Nord (8 km), Cesena (15 km) et Cesena Nord (19 km), et par la route nationale Via Emilia. La fraction de Savignano a Mare est accessible par la route nationale S16 Adriatica et par la route provinciale S10.

#### Distance des principales villes italiennes
- Bologne = 101 km
- Turin = 433 km
- Milan = 315 km
- Rome = 342 km
- Naples = 531 km
- Bari = 574 km

### Chemin de fer
La station ferroviaire de Savignano sul Rubicone est desservie par les trains régionaux sur la ligne qui relie Rimini et Bologne.
La fraction de Savignano a Mare est traversée par la ligne ferroviaire Rimini-Ravenne, accessible par les gares de Bellaria-Igea Marina (2,5 km) et Gatteo a Mare (2 km).

### Aéroports
- Aéroport de Forlì "Luigi Ridolfi" (32 km)
- Aéroport Federico Fellini, aéroport international Miramare de Rimini (25 km)
- Aéroport de Bologne-Borgo Panigale ("Guglielmo Marconi") (108 km)

### Transports urbains
Savignano sul Rubicone est desservi par les transports publics de la START Romagna. 

## Jumelage
- Nizza Monferrato (Italie)
- Vals-les-Bains (France)

## Note
1. ↑  (it) Popolazione residente e bilancio demografico sur le site de l'ISTAT.

## Sources
- (it) Cet article est partiellement ou en totalité issu de l’article de Wikipédia en italien intitulé « Savignano sul Rubicone » (voir la liste des auteurs) le 04/06/2012.